# Portis
Portis (Puartis in friulano) è una frazione del comune italiano di Venzone, nella provincia di Udine.

## Geografia fisica
Il paese di Portis è situato a circa 250 metri d'altitudine, nel punto in cui il fiume Fella si immette nel Tagliamento, che lambisce il paese ad ovest. Portis è attraversato inoltre dal corso d'acqua del Rio Fontana (detto infatti "di Portis"), che scende dalla vetta del Monte Plauris per sfociare nel Tagliamento. Ad est è delimitato dalla vetta di Monte Soreli (1 355 m s.l.m.), mentre a sud dalla Punta sopra Castello (652 m s.l.m.).

## Storia
La località di Portis era posizionata in lungo la via Iulia Augusta che collegava Aquileia con il Norico. Sono stati rinvenuti reperti archeologici della prima metà del I secolo d.C.. Il nucleo storico, posto sulle rive del fiume Tagliamento, ha origini altomedievali e nacque probabilmente intorno al 1100.
Tra la fine del XVIII secolo e il 1814 la cittadina di Portis costituiva comune indipendente, successivamente accorpato al comune di Venzone.
L'11 aprile 1809 la cittadina di Portis è stata luogo di una battaglia napoleonica dei francesi contro gli austriaci, conosciuta come la "battaglia di Venzone"in cui gli austriaci persero 2.000 uomini
Il paese venne completamente distrutto dal terremoto che colpì il Friuli nel 1976: l'intera popolazione fu evacuata e trasferita un po' più a monte, in un luogo più sicuro dal rischio frane, dove venne fondato il 28 novembre 1981 il paese di Portis Nuova, oggi nuovo centro della frazione. Il centro storico, invece, ora noto con il nome di Portis Vecchia, conserva ancora i ruderi dell'antica chiesa ed è considerato come un "paese fantasma", in quanto alcuni edifici sono rimasti esattamente com'erano nel momento del definitivo abbandono.
Attualmente il paese viene utilizzato dalla protezione civile e dai vigili del fuoco come luogo di esercitazione per calamità naturali.

## Monumenti e luoghi d'interesse

### Architetture religiose
- Chiesa di San Bartolomeo Apostolo, chiesa parrocchiale della frazione,[12] è stata costruita nel 1991,[2] in seguito alla distruzione del centro storico di Portis per il sisma del 1976.[2] In località Portis Vecchio è possibile vedere i ruderi della chiesa originaria,[2] le cui ultime ristrutturazioni risalivano al XIX secolo.[2] All'interno della chiesa parrocchiale è conservato un Crocifisso ligneo di scuola friulana, databile alla fine del XIII secolo.[2] Di fianco alla chiesa, sul lato destro, si erge il tozzo campanile con orologio.[12] La parrocchia di San Bartolomeo si estende su un territorio che conta circa 700 abitanti.[13]

- Chiesa di Santa Maria del Carmine, piccola chiesa a pianta ottagonale situata poco fuori dal paese in direzione di Carnia, risale al XVII secolo. All'interno conserva un altare maggiore con pregevoli decorazioni in stucco ed una pala raffigurante la Madonna col Bambino reggente lo scapolare del XVIII secolo.[14][15]

- Chiesa di San Rocco, piccola chiesa a pianta rettangolare, ricostruita soltanto nella pianta e mancante di pareti e copertura.

### Architetture militari
Nei pressi dell'abitato di Nuova Portis, è presente un sistema di sbarramento, facente parte del Vallo Alpino del Littorio (voluto da Mussolini e costruito prima della seconda guerra mondiale per proteggere il confine italiano dalla Jugoslavia). Sono tuttora visibili le "Opera 4 - Ponza" e "Opera 5 - Squalo" (quest'ultima posizionata al centro del greto del fiume Tagliamento), che interagivano con tiro incrociato. Le strutture vennero successivamente riattivate dalla NATO durante la guerra fredda.
Nel restringimento tra il monte Plauris e il fiume Tagliamento è presente il cosiddetto Fortilizio di Portis del XV secolo, parte di sistema murario che difendeva efficacemente la strada pontebbana.

## Geografia antropica
Il paese di Portis si può suddividere in Portis Nuova e Portis Vecchia. Il primo costituisce il moderno centro della frazione, sorto nel corso degli anni ottanta del XX secolo dopo la distruzione e l'abbandono del centro storico nel 1976. Portis Nuova si sviluppa ad est della strada statale, mentre Portis Vecchia si trova circa 1 km poco più a valle, ad ovest rispetto alla statale, direttamente sulle rive del Tagliamento.

## Infrastrutture e trasporti
Il paese è attraversato dalla strada statale 13 Pontebbana, a metà strada tra Venzone e la frazione di Carnia.